# Saccoglossus inhacensis
Saccoglossus inhacensis är en djurart som tillhör fylumet svalgsträngsdjur, och som beskrevs av van der Horst 1934. Saccoglossus inhacensis ingår i släktet Saccoglossus och familjen Harrimaniidae. Inga underarter finns listade i Catalogue of Life.